# جایزه بزرگ اسپانیا ۱۹۷۸
جایزه بزرگ اسپانیا ۱۹۷۸ (انگلیسی: ‎1978 Spanish Grand Prix‎) یک مسابقهٔ موتوری در رشتهٔ اتومبیل‌رانی فرمول یک بود که در تاریخ ۴ ژوئن ۱۹۷۸ در جاراما واقع در مادرید، اسپانیا برگزار شد. این گراند پری در میان ۱۶ گراند پری در فصل ۱۹۷۸، مسابقهٔ شمارهٔ ۷ بود.
در این مسابقه که در ۷۵ دور و به مسافت ۲۵۵٫۳ کیلومتر (۱۵۸٫۶۳۶ مایل) برگزار شد، پول پوزیشن توسط ماریو اندرتی کسب شد و سریع‌ترین زمان برای طی یک دور پیست که برابر با ۱:۲۰٫۰۶ بود نیز توسط ماریو اندرتی به ثبت رسید.
ماریو اندرتی از تیم لوتوس-فورد، رونی پیترسن از تیم لوتوس-فورد و ژاک لافیت از تیم لیجیه-ماترا به‌ترتیب مقام‌های اول تا سوم مسابقه را کسب کردند.

## رده‌بندی قهرمانی پس از مسابقه
| جایگاه | راننده        | امتیاز |
| ------ | ------------- | ------ |
| ۱      | ماریو اندرتی  | ۳۶     |
| ۲      | رونی پیترسن   | ۲۶     |
| ۳      | پاتریک دیپلر  | ۲۳     |
| ۴      | کارلوس روتمان | ۲۲     |
| ۵      | نیکی لائودا   | ۱۶     |
| منبع:  |               |        |

| جایگاه | سازنده            | امتیاز |
| ------ | ----------------- | ------ |
| ۱      | لوتوس-فورد        | ۴۵     |
| ۲      | تایرل-فورد        | ۲۵     |
| ۳      | فراری             | ۲۲     |
| ۴      | برابام-آلفا رومئو | ۲۲     |
| ۵      | لیجیه-ماترا       | ۱۰     |
| منبع:  |                   |        |

یادداشت
- تنها پنج جایگاه نخست از هر رده‌بندی نمایش داده شده است.